# Sankt Wolfgang (Essenbach)
Sankt Wolfgang ist ein Ortsteil des Marktes Essenbach im niederbayerischen Landkreis Landshut.

## Geographie
Die Einöde liegt nördlich des Kernortes Essenbach. Nordöstlich verläuft die B 15a und fließt der Unsbacher Graben, östlich verläuft die B 15.

## Sehenswürdigkeiten
In der Liste der Baudenkmäler in Essenbach sind für Sankt Wolfgang zwei Baudenkmale aufgeführt:
- Wallfahrtskirche St. Wolfgang (Essenbach)
- Wohnhaus (Haus Nr. 1) aus dem 18. Jahrhundert, ein eingeschossiger Blockbau mit Walm- und Halbwalmdach